# Sigurd F. Olson
Sigurd "Sig" Ferdinand Olson, född 4 april 1899, död 13 januari 1982, var en amerikansk författare, naturvårdare som aktivt verkade för att bevara den amerikanska vildmarken. I mer än trettio år tjänstgjorde han som vildmarksguide i sjöarna och skogarna i Quetico-Superior-landet i norra Minnesota och nordvästra Ontario. Han var känd som Bourgeois - en term som franska Voyageuer använde om sina anförtrodda ledare. 

## Biografi
Olson föddes i Chicago, Illinois till svenska baptistföräldrar. På sin mors sida hade Olson sina rötter i Skabersjö, Svedala kommun i Skåne och på sin fars i Nås, Vansbro kommun i Dalarna. Olson växte upp i norra Wisconsin där han utvecklade sitt livslånga intresse för naturvård. Familjen flyttade först till Sister Bay, sedan Prentice och därefter till Ashland. I juni 1921 tog Olson sin första kanottur där han blev förälskad i norra Minnesotas norra vildmarksområde som skulle bli Boundary Waters Canoe Area Wilderness (med hans hjälp).  Olsons första artikel, en redogörelse för en kanotexpedition, publicerades av Milwaukee Journal den 31 juli 1921. I augusti samma år gifte sig Olson med Elizabeth Dorothy Uhrenholdt och de två tillbringade sin smekmånad genom att paddla kanot i Boundary Waters. "Sig" arbetade som kanotguide för JC Russells outfitters på Fall Lake i Winton, Minnesota, innan han köpte verksamheten 1929. Circa 1931 drev Olson Border Lakes Outfitters utanför Winton MN på den västra änden av Fall Lake.
Olson ledde kanotexpeditioner för en grupp som blev känd som "Voyageurs", som rutinmässigt inkluderade Eric W. Morse, Denis Coolican, Blair Fraser, Tony Lovink, Elliott Rodger och Omond Solandt. 

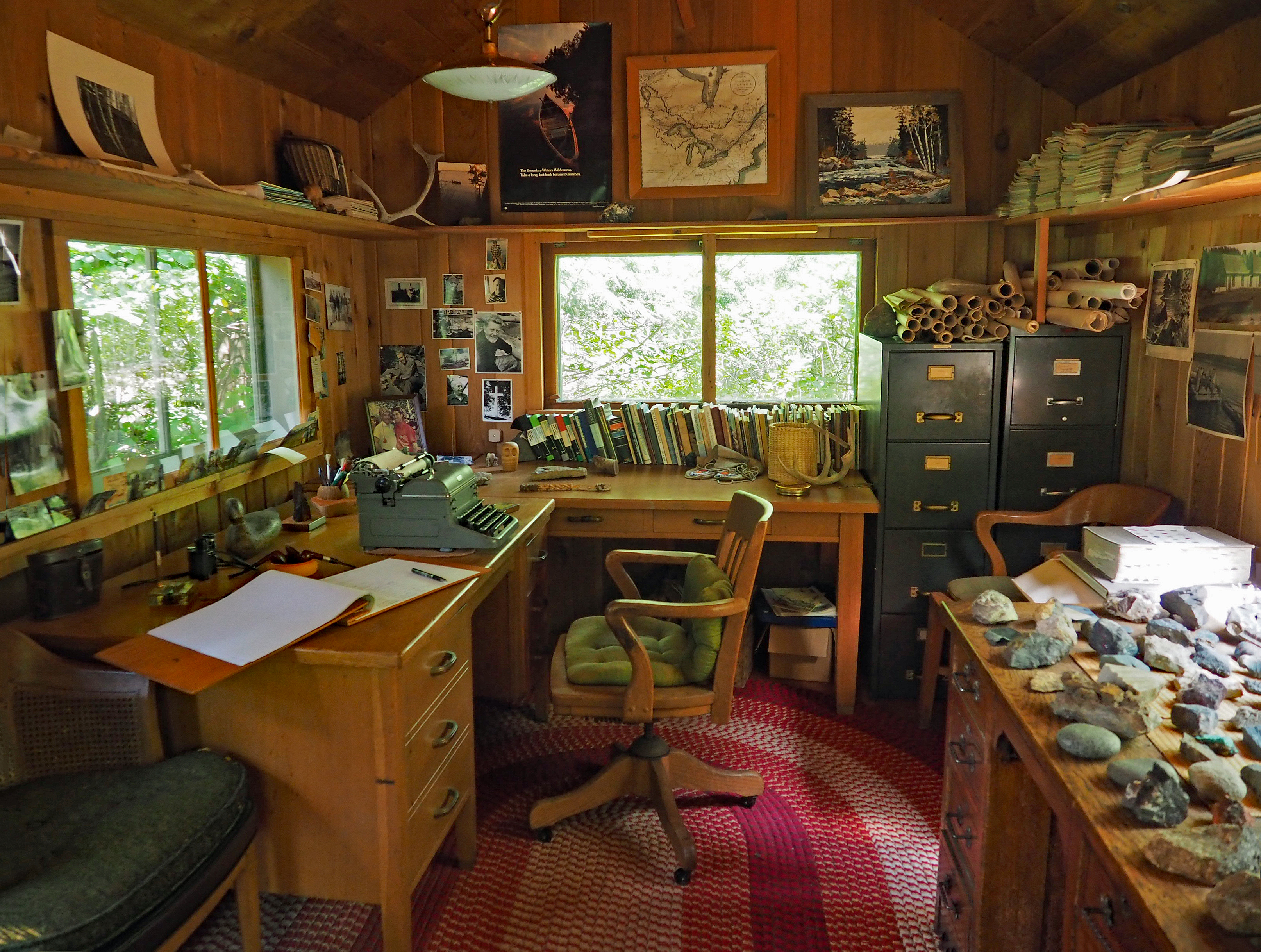
Sigurd F. Olson Writing Shack interiör, Ely, Minnesota.

Efter att ha studerat jordbruk, botanik, geologi och ekologi vid Northland College, University of Wisconsin–Madison och University of Illinois, flyttade Olson till Ely, Minnesota för att undervisa i biologi vid Ely Junior College (nu Minnesota North College - Vermilion ). Han var senare ordförande för vetenskapsavdelningen och fungerade som dekanus. 1947 sa han upp sig från sin lärartjänst och började skriva på heltid.  Han tillbringade större delen av sitt liv i Ely-området, arbetade som kanotguide under sommarmånaderna, undervisade och skrev om naturhistoria, ekologi och friluftsliv i och runt gränsområdet till Kanada.
Den 27 augusti 1971, lite över ett år efter firandet av den första Earth Day, stod Northland College värd för sin första miljökonferens. Bland de inbjudna att tala under den två dagar långa konferensen var senator Gaylord Nelson och Sigurd Olson. Konferensen blev "ursprungsinstrumentet för Sigurd Olson Environmental Institute ", som Robert Matteson, institutets grundare, skrev. Med kraft att gå i en ny och spännande riktning, och vägledd av Sigurd Olsons naturfilosofi, öppnade institutet sina dörrar våren 1972 och inledde mer än 30 år av att tjäna Northland College och Lake Superior -regionen.
1974 fick Olson John Burroughs-medaljen, den högsta utmärkelsen inom sin gren av författare som skildrar naturen i USA. Han dog i en hjärtattack den 13 januari 1982 när han var ute och gick på snöskor nära sitt hem.  Han fick en hyllning av den amerikanska senaten på 100-årsdagen av hans födelse.  David Backes skrev en biografi om Olson med titeln A Wilderness Within – The Life of Sigurd F. Olson som publicerades i slutet av 1990-talet. 

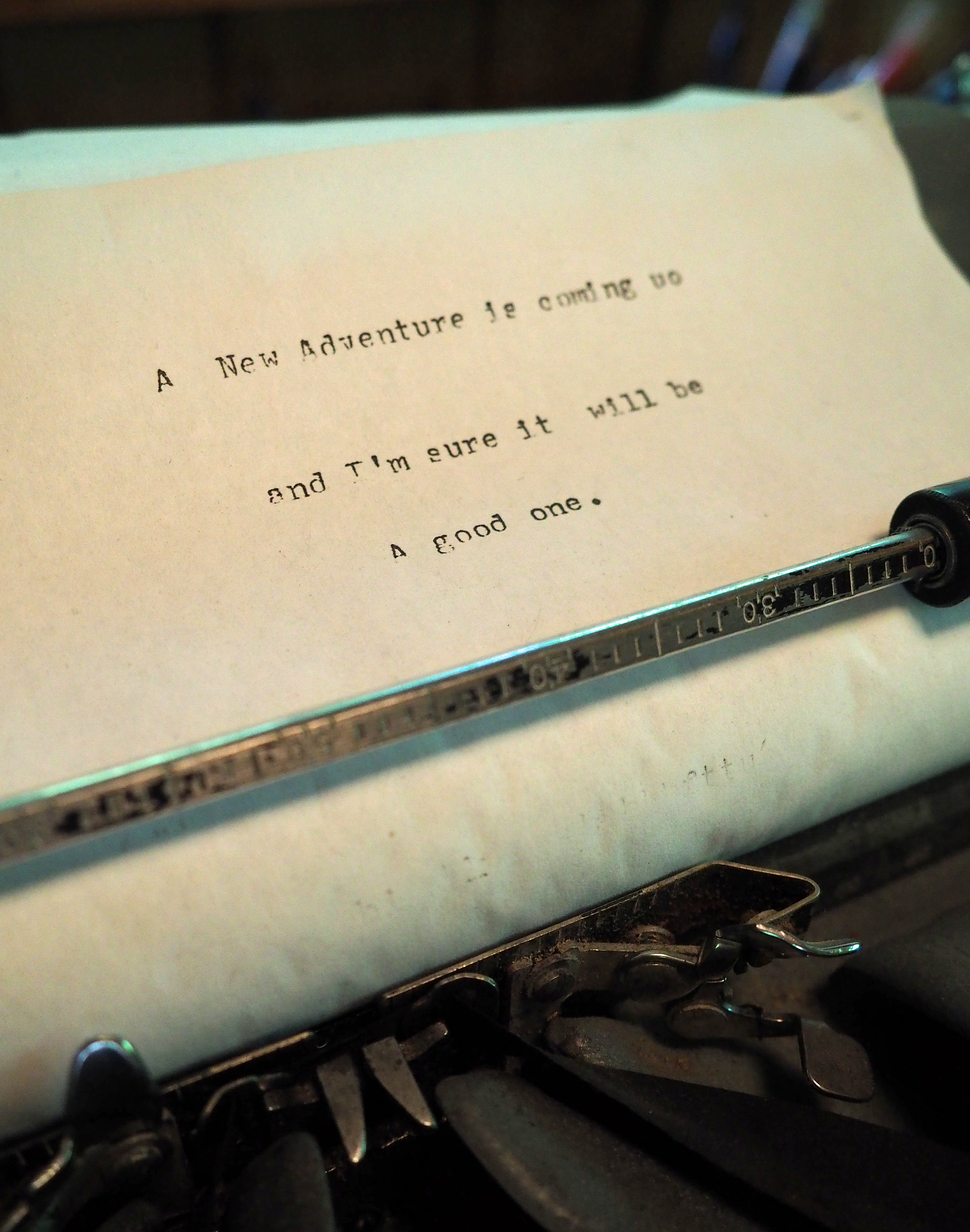
Sigurd F. Olsons sista meddelande.

2014 förvärvade Listening Point Foundation Olsons stuga på Burntside Lake. Fastigheten inkluderade stugan som Olson byggde nära sitt hem där han skrev sina böcker. Skrivarstugan har sedan listats i National Register of Historic Places. Allt är i den ordning som han lämnade det vid sin oväntade död, inkluderat hans foton, lockbeten, pipor, böcker, kartor, en samling stenar och andra artefakter. Skrivmaskinen han använde för att skriva alla sina artiklar, böcker och brev ligger fortfarande på skrivbordet. Det sista han skrev finns fortfarande kvar på pappret i skrivmaskinen: ”Ett nytt äventyr är på väg / och jag är säker på att det kommer att bli / ett bra sådant. " 

## Konserveringsarbete
Olson var inflytelserik för att skydda Boundary Waters och hjälpte till att utarbeta Wilderness Act från 1964. Han blev vicepresident för The Wilderness Society från 1963 till 1967 och president 1968 till 1971. Han hjälpte också till att etablera Voyageurs National Park i norra Minnesota, Alaskas Arctic National Wildlife Refuge och Point Reyes National Seashore i Kalifornien. Sigurd var också konsult till inrikesministern Stewart Udall i vildmarks- och nationalparksfrågor.
Efter över 50 års hårt arbete nådde Sigurd sitt mål. Full vildmarksstatus beviljades Boundary Waters Canoe Area Wilderness av Jimmy Carter 1978, fyra år innan Sigurd dog. Hans hårda arbete firades på många olika sätt, inklusive i namngivningen av en central byggnad av YMCA Camp Widjiwagan, belägen vid den närliggande Burntside Lake. Olson var ordförande för National Parks Association och medlem av dess styrelse.
- The Singing Wilderness (1956)
- Listening Point (1958)
- The Lonely Land (1961)
- Runes of the North (1963)
- Öppna horisonter (1969)
- The Hidden Forest (1969) Svensk översättning: Skogens paradis, Örebro : IPC, 1978 https://libris.kb.se/bib/7606219
- Wilderness Days (1972)
- Reflections From the North Country (1976)
- Of Time and Place (1982)
- Nordens sånger. Howard Frank Mosher, red. (1987)
- Sigurd F. Olsons samlade verk: De tidiga skrifterna, 1921–1934. Mike Link, red. (1988)
- Sigurd F. Olsons samlade verk: Högskoleåren, 1935–1944. Mike Link, red. (1990)
- Vildmarkens betydelse: Viktiga artiklar och tal. Redigerad och med en introduktion av David Backes. (2001)
- Nordens ande: The Quotable Sigurd F. Olson. Redigerad och med en introduktion av David Backes. (2004)